# میمی آیلمر
میمی آیلمر (ایتالیایی: Mimì Aylmer؛ ۲۹ مهٔ ۱۸۹۶ – ۲۰ اکتبر ۱۹۹۲) بازیگر اهل ایتالیا در دوران فاشیسم بود.
از فیلم‌ها یا برنامه‌های تلویزیونی که وی در آن نقش داشته‌است می‌توان به قلب‌ها در دریا، همچون برگ‌ها و انتقام دزدان دریایی اشاره کرد.